# آزمایش آلیس
آزمایش آلیس(به انگلیسی: ALICE که مخفف  A Large Ion Collider Experiment به معنی یک آزمایش برخورددهنده بزرگ یون است) یکی از شش آشکارساز اصلی برخورددهنده هادرونی بزرگ در سرن است. پنج‌تای دیگر عبارتند از :اطلس، سیم‌لوله فشرده میونی، توتم، ال‌اچ‌سی‌بی و ال‌اچ‌سی‌اف. آلیس برای برخوردهای یون‌های سنگین مانند هسته سرب طراحی شده‌است. که انرژی برخوردها ۲٫۷۶ تراالکترون ولت در هر نوکلئون (پروتون یا نوترون) است. این برخوردها دمای لازم برای تولید پلاسمای کوارک گلوئون را تهیه می‌کند. حالتی که در آن کوارک و گلوئون از هم جدا شده و یک ماده مایع مانند تولید می‌کنند.